# Wonneberg
Wonneberg település Németországban, azon belül Bajorországban. Lakosainak száma 1612 fő (2023. december 31.). Wonneberg Traunstein és Waging am See községekkel határos.

## Népesség
A település népessége az elmúlt években az alábbi módon változott:
| Lakosok száma | 614  | 1089 | 1076 | 1485 | 1483 | 1489 | 1513 | 1530 | 1588 | 1612 |
|               | 1875 | 1950 | 1975 | 2010 | 2012 | 2013 | 2015 | 2017 | 2021 | 2023 |